# Zbór Kościoła Adwentystów Dnia Siódmego w Starachowicach
Zbór Kościoła Adwentystów Dnia Siódmego w Starachowicach – zbór adwentystyczny w Starachowicach, należący do okręgu mazowieckiego diecezji wschodniej Kościoła Adwentystów Dnia Siódmego w RP.
Pastorem zboru jest kazn. Remigiusz Krok. Nabożeństwa odbywają się przy ul. Wojska Polskiego 9, w budynku Starachowickiej Spółdzielni Mieszkaniowej, każdej soboty o godz. 9.30.